# 维代 (奥恩省)
维代（法語：Vidai，法語發音：[vidɛ] ⓘ）是法国奥恩省的一个市镇，属于莫尔塔涅欧佩什区。

## 地理
维代（48°27'32"N, 0°22'45"E）面积1.55 平方千米，位于法国诺曼底大区奧恩省，该省份为法国西北部内陆省份，北起顺时针与卡爾瓦多斯省、厄尔省、厄尔-卢瓦省、萨尔特省、马耶讷省和芒什省接壤。
与维代接壤的市镇（或旧市镇、城区）包括：萨尔特河畔圣于连、巴维尔、佩旺谢尔。

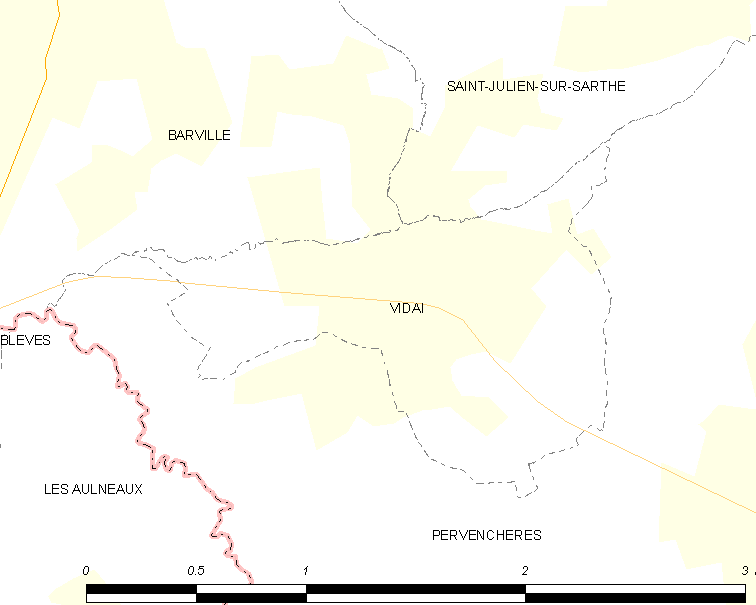
的OSM定位图

维代的时区为UTC+01:00、UTC+02:00（夏令时）。

## 行政
维代的邮政编码为61360，INSEE市镇编码为61502。

## 政治
维代所属的省级选区为埃库沃县。

## 人口

1962-2008年间人口变化图示

维代于2022年1月1日时的人口数量为73人。